# Убийство Хинд Раджаб
Хинд Раджаб (араб. هند رجب‎, 3 мая 2018 — 29 января 2024) — пятилетняя палестинская девочка из Сектора Газа, убитая израильскими военными во время войны в Газе. В ходе этого события были также убиты шесть её родственников и два парамедика, пытавшихся её спасти.
Хинд Раджаб и её родственники были вынуждены бежать из Газы. Их автомобиль был обстрелян, в результате чего погибли её дядя, тётя и трое их детей. Её 15-летняя двоюродная сестра Лаян Хамада связалась с Обществом Красного Полумесяца Палестины, попросив о помощи и сообщив, что их атаковал танк. Во время звонка Хамада была убита пулемётной очередью. Раненая Хинд провела три часа на линии с диспетчером ОКПП, в то время как парамедики Красного Полумесяца пытались её спасти. И Хинд, и парамедики были найдены убитыми 10 февраля после вывода израильских войск.
Расследования различных организаций и СМИ выявили противоречия в заявлениях израильской армии относительно гибели Хинд Раджаб, её родственников и сотрудников Красного Полумесяца. Независимые расследования, проведённые Forensic Architecture, The Washington Post и Sky News, показали, что израильская бронетехника находилась поблизости от места инцидента, а повреждения на автомобилях указывают на использование танкового снаряда. Несмотря на заявления ЦАХАЛ о непричастности, спутниковые снимки и собранные данные подтверждают присутствие израильских войск. Осколки американского фугасного снаряда M830A1 были найдены на месте уничтоженной машины скорой помощи. Независимые эксперты ООН квалифицируют произошедшее как потенциальное военное преступление.
Ситуация с гибелью Хинд Раджаб вызвала широкий международный резонанс, мобилизовав активистов, гуманитарные организации и студентов в протестах против действий Израиля. После обнаружения тела Хинд правозащитники подали иск против израильской армии в Международный уголовный суд, а студенты переименовывали здания кампусов в её честь. Израиль подвергся критике за медлительность и противоречивость в расследовании, а некоторые крупные западные СМИ — за предвзятость. Протесты поддержали артисты, включая рэпера Macklemore, выпустившего песни в память о Хинд.

## Предыстория
К ноябрю 2023 года, через месяц после начала войны в Газе, большая часть сектора была практически покинута и разрушена бомбардировками. К декабрю 2023 года система здравоохранения в Газе была на грани коллапса из-за израильских атак и блокады гуманитарной помощи. Север Сектора Газа пострадал особенно сильно, так как к декабрю в этом районе не осталось функционирующих больниц из-за нехватки оборудования, топлива и персонала.

## Убийство
29 января 2024 года Хинд и шесть её родственников пытались бежать из района Тель аль-Хава в городе Газа. Их автомобиль, чёрная Kia, был обстрелян из израильского танка, что привело к гибели её тёти, дяди и их трёх детей. Единственной выжившей, помимо Хинд, осталась её 15-летняя двоюродная сестра, Лаян Хамада, которая позвонила в Общество Красного Полумесяца Палестины (PRCS) для вызова скорой помощи. В слезах Хамада сообщала: «Они стреляют в нас. Танк прямо рядом со мной. Мы в машине, танк прямо рядом с нами».
Диспетчеры были на линии с Хамадой в момент, когда она была убита. Её крики и звуки пулемётной очереди, выпущенной по машине, были слышны по телефону. Когда диспетчеры перезвонили, вместо неё ответила Хинд. Она сообщила, что все остальные в машине мертвы и что танк продолжает приближаться к машине. Хинд оставалась на линии с PRCS в течение трёх часов, говоря диспетчеру: «Мне страшно, пожалуйста, придите. Заберите меня. Пожалуйста, вы придёте?». Хинд, которой было приказано продолжать прятаться в машине, должна была быть спасена парамедиками Красного Полумесяца. Аудиозапись телефонного разговора между Хамадой, Раджаб и PRCS была опубликована Красным Полумесяцем 3 февраля.
Когда район был окружён, PRCS сотрудничал с Министерством здравоохранения Газы и израильскими военными, чтобы обеспечить безопасный проход для своей бригады скорой помощи с целью спасения Хинд. В машине скорой помощи сообщили, что израильские военные целились в них, используя лазерный прицел. После звуков выстрелов или взрыва связь была потеряна. Судьба Хинд и парамедиков оставалась неизвестной 12 дней. После вывода израильских войск 10 февраля 2024 года её семья обнаружила машину с телами Раджаб, Хамады и оставшихся членов семьи её дяди. Окна были выбиты, а двери усеяны пулевыми отверстиями. У Хинд Раджаб были обнаружены огнестрельные ранения спины, руки и ноги. Машина скорой помощи Красного Полумесяца была найдена в нескольких метрах, полностью уничтоженная, с телами двух мёртвых работников скорой помощи, Юсуфа аль-Зейно и Ахмеда аль-Мадхуна.

## Расследование

### Первоначальное расследование и реакция
Согласно расследованию Euro-Med HRM и полученным ими свидетельствам, израильские военные намеренно убили Хинд Раджаб и её родственников, а позднее выпустили по машине скорой помощи снаряд M830A1 американского производства, что подтверждается обнаруженными на месте осколками. Оба преступления были совершены при хорошей видимости в дневное время. Организация рассматривает их как очередное доказательство сознательного преследования гражданских лиц и серьёзных нарушений международного гуманитарного права со стороны израильской армии.
Представитель ЦАХАЛ заявил, что, согласно предварительному расследованию, израильских войск вблизи автомобиля не было, и ни одно подразделение не находилось в радиусе досягаемости. По его словам, из-за отсутствия войск координация скорой помощи для спасения Раджаб не требовалась.
Представитель правительства США заявил, что они будут ждать завершения расследования Израилем данного инцидента, и призвал провести его в оперативном порядке. Он заявил, что США «опустошены» сообщениями о гибели девочки в результате израильского удара. Сообщается, что расследование было передано в Механизм оценки фактов Генерального штаба, который описывается как независимый военный орган, расследующий необычные инциденты. Палестинский Красный Полумесяц (ПКП) заявил The Intercept, что израильские военные никогда не связывались с ними относительно убийства Раджаб и атаки на их машины скорой помощи, опровергая заявления Госдепартамента США о том, что ПКП и ООН отвергли попытки Израиля расследовать инцидент.

### Расследования The Washington Post и Forensic Architecture
Расследование, проведённое The Washington Post в апреле 2024 года, опровергло заявления израильских военных. Спутниковые снимки подтвердили, что израильская бронетехника действительно находилась поблизости от автомобиля, в котором погибла Раджаб. Кроме того, отверстие на машине скорой помощи Красного Полумесяца соответствует повреждениям, характерным для снарядов израильских танков. Однако исследователи отметили, что «данные о самодельных боеприпасах ХАМАСа крайне ограничены». The Washington Post также подтвердил, что обломки машины скорой помощи были найдены на маршруте, который был предоставлен COGAT, подразделением Министерства обороны Израиля, координирующим безопасные маршруты для медицинских автомобилей с ЦАХАЛ.
В июне 2024 года Forensic Architecture опубликовала своё расследование, чтобы реконструировать события. Исследовательская организация пришла к выводу, что израильский танк, вероятно, произвел 335 выстрелов по автомобилю, в котором находились Раджаб и её родственники, и что стрелок мог видеть, что в машине находились гражданские лица, включая детей. Также было установлено, что израильский танк, вероятно, атаковал скорую помощь, которая приехала за Раджаб.

### Реакция ООН
В июле 2024 года независимые эксперты, назначенные Советом ООН по правам человека, заявили, что убийство Раджаб может быть квалифицировано как военное преступление. Критики утверждают, что израильская армия имеет плохую репутацию в расследовании нарушений, совершённых её военнослужащими. Согласно данным, полученным правозащитной организацией Yesh Din и опубликованным Associated Press, с 2017 по 2021 год менее 1% солдат были обвинены в преступлениях из 1260 случаев предполагаемых правонарушений израильских военных против палестинцев. Эти данные подтверждают давние обвинения правозащитников в том, что расследования убийств палестинцев ЦАХАЛом свидетельствуют о систематической безнаказанности.

### Расследование Sky News
В октябре 2024 года Sky News опубликовала своё расследование деталей убийства. Оно показало, что в день атаки на спутниковых снимках зафиксировали как минимум 15 военных машин, ближайшая из которых была всего в 300 метрах от автомобиля, в котором находилась Хинд. Автомобиль Kia Picanto был изрешечен пулями, а повреждения на машине скорой помощи указывали на применение крупнокалиберного оружия. Несмотря на заявления израильской армии о том, что её войска не находились на месте трагедии в день инцидента, их собственные материалы, выпущенные позже, демонстрируют присутствие израильских войск в этом районе, что противоречит их утверждениям.

## Влияние

### После потери связи с Хинд
Ситуация с Хинд Раджаб привлекла внимание международной общественности. В течение 12 дней, пока её судьба оставалась неизвестной, активисты и гуманитарные организации выступали с призывами оказать содействие в её поисках и обеспечить её безопасность. Мать пропавшей обратилась к международному сообществу с просьбой не оставлять её дочь без внимания и приложить усилия для её возвращения домой. Палестинский Красный Полумесяц использовал свои аккаунты в социальных сетях для публикации фотографий как парамедиков, так и Раджаб в течение нескольких дней, призывая предоставить информацию об их местоположении. Несколько новостных агентств обратились к израильским военным за комментариями по этому инциденту. 2 февраля израильская армия сообщила репортерам CNN, что она «незнакома с инцидентом». Когда к ним снова обратились три дня спустя, они сообщили, что «всё ещё разбираются в этом».

### Реакция на смерть Хинд
После обнаружения тела Хинд многие пропалестинские активисты подвергли критике западные средства массовой информации за формулировку, что она «была найдена мертвой», без указания причин её смерти, связанных с действиями Израиля. Они отмечали, что такой подход отличается от освещения гибели детей в ходе российского вторжения в Украину. Мать Хинд осудила израильскую армию после подтверждения смерти дочери, заявив: «Сколько еще матерей вы ждете, чтобы почувствовать эту боль? Сколько еще детей вы хотите, чтобы погибли?». Красный Полумесяц возложил вину за инцидент на Израиль, обвинив его в целенаправленном нападении на бригаду скорой помощи. Палестинский МИД призвал Международный уголовный суд (МУС) привлечь к ответственности виновных в смерти Хинд. 13 февраля группа правозащитников Justice For All подала дело в МУС за убийство Хинд, обвиняя ЦАХАЛ в многочисленных военных преступлениях.

### Протесты в образовательных учреждениях
В апреле 2024 года протестующие пропалестинские студенты, захватили Хэмильтон Холл, учебное здание на кампусе Колумбийского университета в Нью-Йорке. Студенты развернули большой баннер, переименовав здание в «Хиндс Холл» в честь убитой Раджаб. Во время передачи на CNN, в которой обсуждалось переименование зала, ведущая Кейси Хант объяснила зрителям: «Хинд — это отсылка к женщине, убитой в Газе». Это описание было раскритиковано как пример произраильской предвзятости на CNN и дискриминации через выставление палестинских детей взрослыми. 16 мая протестующие студенты Калифорнийского университета в Беркли оккупировали заброшенное историческое здание на кампусе, известное как здание школы Анна-Хед, и переименовали его в «Дом Хинд».

### Влияние на культурную сферу
В мае 2024 года американский рэп-исполнитель Macklemore выпустил протестную песню «Hind's Hall», посвященную Хинд Раджаб и поддерживающую студенческие протесты. Он раскритиковал музыкальную индустрию за то, что она отдаёт приоритет «мелочным вопросам» перед важными глобальными проблемами, такими как война. В сентябре 2024 года он выпустил продолжение под названием «Hind’s Hall 2». В новом треке звучали вокалы палестинского рэпера MC Abdul, палестино-американского певца Anees, писателя и активиста Amer Zahr, а также хоровое исполнение от L.A. Palestinian Kids Choir, Lifted! Youth Gospel Choir, Тиффани Уилсон и Friends.
В 2025 году в рамках основного конкурса 82-го Венецианского международного кинофестиваля состоится мировая премьера фильма «Голос Хинд Раджаб», который сняла тунисский режиссёр Каутер Бен Хания. Фильм повествует о событиях с точки зрения волонтёров Международного движения Красного Креста и Красного Полумесяца. 

### Международные комментарии и анализ
Израильский журналист Йона Джереми Боб в статье The Jerusalem Post прокомментировал, что существует вероятность того, что ХАМАС случайно убил девочку, но доказательства указывают на то, что ЦАХАЛ, вероятно, допустил ошибку как на месте происшествия, так и в своём первоначальном расследовании и своей реакции.
Британский журналист Оуэн Джонс в редакционной статье The Guardian заявил, что гибель Хинд Раджаб соответствует общей модели действий Израиля в отношении подобных инцидентов. Джонс написал: «После каждого совершенного зверства у израильского государства есть стандартная тактика: отрицать, отвлекать, вводить в заблуждение и ждать, пока внимание переключится на что-то другое».